# Bossus-lès-Rumigny
Bossus-lès-Rumigny é uma comuna francesa na região administrativa de Grande Leste, no departamento Ardenas. Estende-se por uma área de 8 km². Em 2010 a comuna tinha 102 habitantes (densidade: 12,8 hab./km²).